# Aaron Taylor-Johnson
Pour les articles homonymes, voir Aaron Johnson et Johnson.
Aaron Johnson ou Aaron Taylor-Johnson depuis son mariage en 2012, est un acteur britannique, né le 13 juin 1990 à High Wycombe (Buckinghamshire, Angleterre).
Révélé en 2009, à l'âge de 19 ans, dans le film Nowhere Boy de Sam Taylor-Wood, il enchaîne les films et gagne en notoriété la même année avec le film Kick-Ass de Matthew Vaughn, dans lequel il campe le rôle de Dave Lizewski / Kick-Ass.
En janvier 2017, il remporte le Golden Globe du meilleur acteur dans un second rôle pour son rôle dans le thriller Nocturnal Animals.

## Biographie

### Jeunesse et formation
Originaire de Holmer Green, un quartier de la ville de High Wycombe - située dans le Sud-Est de l'Angleterre, Aaron Perry Johnson est le fils cadet d'un ingénieur civil, Robert Johnson, et d'une femme au foyer, Sarah Johnson,.
Il a une sœur aînée, Gemma (née en 1985), qui l'a poussé à suivre ses rêves et à devenir acteur. D'origine russe, il fut élevé dans la religion juive.
Enfant, il voue une grande admiration à l'acteur Daniel Day-Lewis. Jusqu'à l'âge de 15 ans, il a étudié à la Holmer Green Senior School, un lycée situé à Buckinghamshire, avant de finalement arrêter ses études.
De 1996 à 2008, il a étudié l'art dramatique, le chant, la danse, les claquettes, et l'acrobatie à la Jackie Palmer Stage School à High Wycombe.

### Carrière

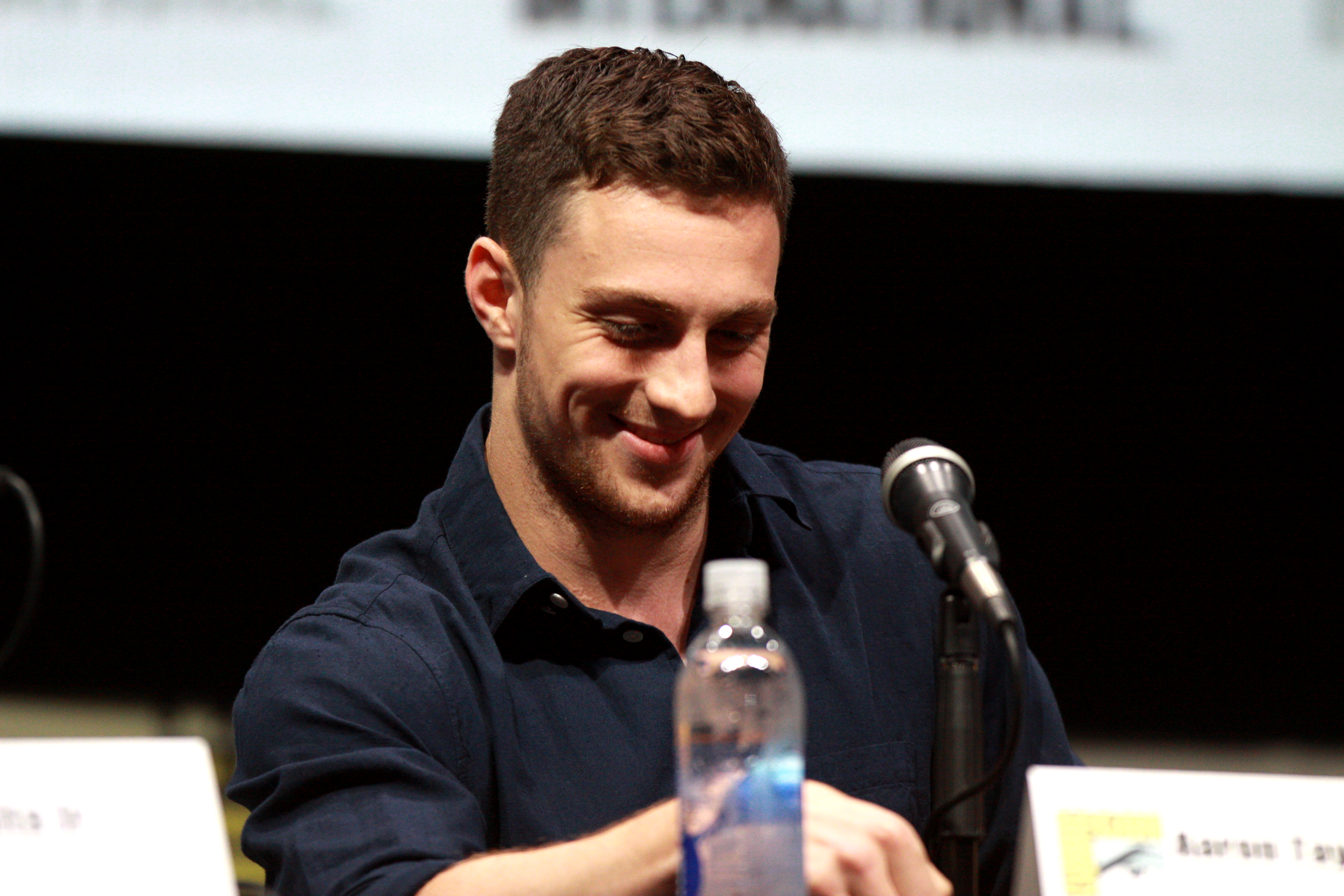
Aaron Taylor-Johnson lors des San Diego Comic-Con en juillet 2013.

Aaron Johnson fait ses premiers pas en tant qu'acteur à l'âge de 6 ans seulement. Il commence par jouer dans des pièces de théâtre, telles que Macbeth, puis apparaît à la télévision dans des séries, telles que Feather Boy. En 2003, à l'âge de 13 ans, il interprète la version pré-adolescente de Charlie Chaplin dans le film, Shanghai Kid 2. En 2006, il apparaît dans les films, L'Illusionniste et Le Voleur de Venise. Durant cette période, il est toujours scolarisé, et ne dit pas à ses camarades qu'il est acteur par peur de subir un harcèlement scolaire. C'est à l'âge de 15 ans qu'il décide subitement d'arrêter ses études, et partage son temps entre Londres et Los Angeles, afin de multiplier les opportunités.
En 2007, à 17 ans, il se fait connaître du public britannique pour son rôle dans la série, Nearly Famous. Ce rôle couronne sept ans d'une riche carrière télévisuelle britannique. L'année suivante, il effectue une prestation remarquée dans le film, Le Journal intime de Georgia Nicolson. Il révèlera plus tard avoir connu un gros passage à vide dans sa carrière, qu'on lui proposait uniquement des rôles secondaires dans des téléfilms Nickelodeon, et qu'il devait même se présenter aux auditions avec un parfait accent américain, afin d'obtenir des rôles plus facilement.
En 2008, à 18 ans, il est choisi pour prêter ses traits à une version plus jeune de John Lennon dans le film biographique, Nowhere Boy réalisé par Sam Taylor-Wood, sorti en 2010. Cette même année, il se fait davantage remarquer en incarnant le rôle de Dave Lizewski / Kick-Ass, un lycéen « effacé » qui décide de devenir un super-héros dans le film Kick-Ass, adaptation du comics du même nom, réalisée par Matthew Vaughn, aux côtés de Nicolas Cage et de Chloë Grace Moretz. En décembre 2010, il est choisi pour remplacer Orlando Bloom dans le rôle de Joe Mackins dans le drame, Albert Nobbs de Rodrigo García, sorti en 2011. La même année, il apparaît dans le clip musical de R.E.M. sur la chanson ÜBerlin, sous la direction de sa fiancée Sam Taylor-Wood.

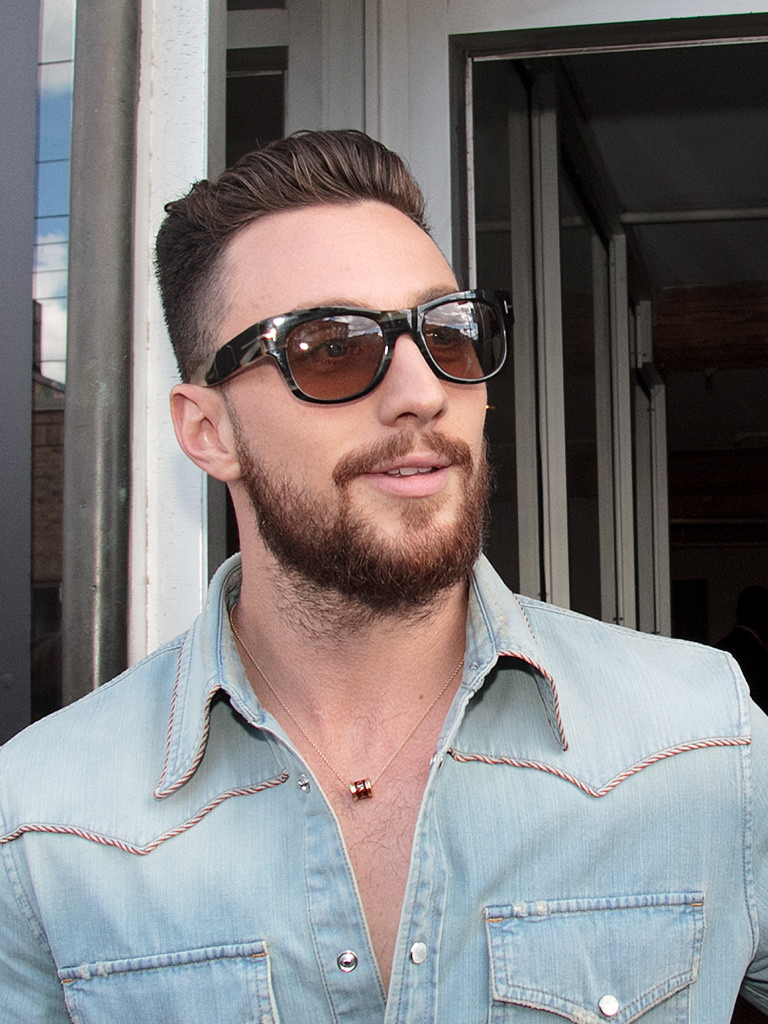
Aaron Taylor-Johnson lors du festival international du film de Toronto en septembre 2016.

En 2012, il partage l'affiche du thriller, Savages, d'Oliver Stone, avec deux autres jeunes valeurs montantes hollywoodiennes, Blake Lively et Taylor Kitsch, puis il joue dans Anna Karénine, adaptation du roman Anna Karénine de Léon Tolstoï par Joe Wright. Il y donne la réplique à Keira Knightley et Jude Law. La même année, il tente d'intégrer une superproduction en participant à l'audition de The Amazing Spider-Man, mais n'obtient pas le rôle.
En 2013, il s'installe définitivement à Los Angeles avec sa femme et leurs filles, puis il reprend son rôle de Dave Lizewski dans Kick-Ass 2 aux côtés de Chloë Grace Moretz et Jim Carrey. Il signe aussi pour le rôle principal du film Godzilla de Gareth Edwards, reboot de la saga japonaise du même nom, produit par Legendary Pictures, aux côtés d'Elizabeth Olsen. En 2014, il obtient le rôle de Pietro Maximoff / Vif-Argent dans la suite Avengers : L'Ère d'Ultron réalisé par Joss Whedon, aux côtés de Robert Downey Jr., Chris Evans, Chris Hemsworth, Mark Ruffalo, Scarlett Johansson, Jeremy Renner et Elizabeth Olsen.
En 2016, il incarne le rôle de Ray Marcus, un meurtrier originaire du Texas, dans le thriller dramatique Nocturnal Animals de Tom Ford aux côtés, entre autres, d'Amy Adams, Jake Gyllenhaal, Michael Shannon, Armie Hammer et Laura Linney. Pour son rôle dans ce film, lors de la 74e cérémonie des Golden Globes 2017, il obtient le prix du meilleur acteur dans un second rôle. L'année suivante, on le retrouve à l'affiche du thriller, The Wall de Doug Liman, aux côtés de John Cena, puis il devient l'égérie de Givenchy pour le parfum Gentleman.
En fin d'année 2019, on le retrouve à l'affiche du drame, A Million Little Pieces réalisé par sa femme Sam Taylor-Johnson, qu'ils ont co-écrit ensemble. Cette même année, il rejoint le casting du film d'action, The King's Man : Première mission, spin-off de Kingsman : Services secrets, sorti le 29 décembre 2021.
Lors du Festival international du film de Locarno 2022, il vient y présenter le film Bullet Train, et y recevoir l'Excellence Award Davide Campari, succédant ainsi à Laetitia Casta.
En septembre 2022, il passe des auditions auprès d'EON Productions pour succéder à Daniel Craig et devenir le septième James Bond.
En 2024, il incarne le meilleur ami du mari de Lily-Rose Depp dans Nosferatu de Robert Eggers.

### Vie privée

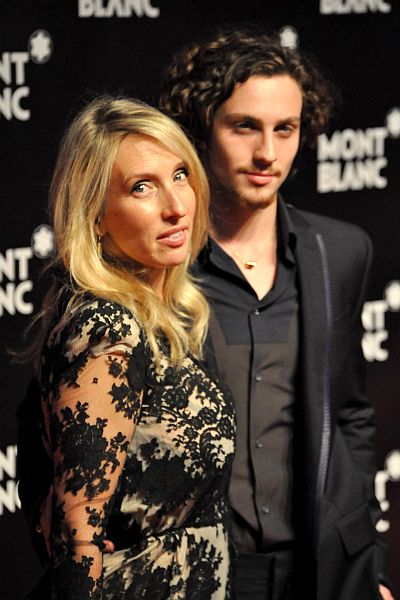
Aaron Taylor-Johnson et sa femme, Sam Taylor-Johnson, en septembre 2010.

En octobre 2008, à 18 ans, il rencontre la réalisatrice et photographe britannique, Sam Taylor-Wood — alors âgée de 41 ans, sur le tournage du film Nowhere Boy — dont il est la vedette et elle la réalisatrice. Ce n'est qu'à la fin du tournage du film qu'ils se mettent en couple.
En 2014, l'acteur révèle que sa rencontre avec la réalisatrice lui a « sauvé la vie » car, étant plus jeune, il avait un comportement autodestructeur ; il fumait trop, buvait trop et faisait trop souvent la tournée des bars.
Le couple se fiance le jour de leur anniversaire de rencontre, en octobre 2009, au bout de seulement six mois de relation, puis deviennent les parents de deux filles : Wylda Rae (née le 7 juillet 2010) et Romy Hero (née le 18 janvier 2012). Le couple se marie le 21 juin 2012 à Somerset, en Angleterre, et réside à Los Angeles, en Californie.
À la suite de son mariage, il se fait légalement appeler Aaron Taylor-Johnson, ajoutant ainsi le nom de famille de sa femme au sien.
Il devient également le beau-père des deux filles de sa femme : Angelica Mara Jopling (née le 24 avril 1997), et Jessie Phoenix Jopling (née en novembre 2005), issues d'un premier mariage avec le marchand d'art britannique, Jay Jopling.

## Filmographie
Sauf indication contraire, les informations mentionnées dans cette section peuvent être confirmées par la base de données cinématographiques IMDb,  présente dans la section « Liens externes ».

### Cinéma

#### Longs métrages
- 2002 : Tom et Thomas (Tom and Thomas) d'Esmé Lammers : Tom / Thomas
- 2003 : Shanghai Kid 2 (Shanghai Knights) de David Dobkin : Charlie Chaplin
- 2004 : Dead Cool de David Cohen : George
- 2005 : Le Voleur de Venise (The Thief Lord) de Richard Claus : Prosper
- 2006 : L'Illusionniste (The Illusionist) de Neil Burger : Édouard « Eisenheim » Abramovich, jeune
- 2007 : L'Empire des elfes (The Magic Door) de Paul Matthews : Flip,
- 2008 : Dummy de Matthew Thompson : Danny
- 2008 : Le Journal intime de Georgia Nicolson (Angus, Thongs and Perfect Snogging) de Gurinder Chadha : Robbie
- 2009 : Pour l'amour de Bennett (The Greatest) de Shana Feste : Bennett Brewer
- 2009 : Nowhere Boy de Sam Taylor-Wood : John Lennon
- 2010 : Kick-Ass de Matthew Vaughn : Dave Lizewski / Kick-Ass
- 2010 : Chatroom de Hideo Nakata : William
- 2011 : Albert Nobbs de Rodrigo García : Joe Macken
- 2012 : Savages d'Oliver Stone : Ben
- 2012 : Anna Karénine (Anna Karenina) de Joe Wright : le comte Alexis Kirillovitch Vronski
- 2013 : Kick-Ass 2 de Jeff Wadlow : Dave Lizewski / Kick-Ass
- 2014 : Captain America : Le Soldat de l'hiver (Captain America: The Winter Soldier) d'Anthony Russo et Joe Russo : Pietro Maximoff (non crédité)
- 2014 : Godzilla de Gareth Edwards : Ford Brody
- 2015 : Avengers : L'Ère d'Ultron (Avengers: Age of Ultron) de Joss Whedon : Pietro Maximoff / Vif-Argent
- 2016 : Nocturnal Animals de Tom Ford : Ray Marcus
- 2017 : The Wall de Doug Liman : Sergent Allen Isaac
- 2018 : Outlaw King : Le Roi hors-la-loi (Outlaw King) de David Mackenzie : James Douglas
- 2018 : A Million Little Pieces de Sam Taylor-Johnson : James Frey
- 2020 : Tenet de Christopher Nolan : Ives
- 2021 : The King's Man : Première Mission (The King's Man) de Matthew Vaughn : Archie Reid / Lancelot
- 2022 : Bullet Train de David Leitch : Tangerine
- 2024 : The Fall Guy de David Leitch : Tom Ryder
- 2024 : Kraven the Hunter de J. C. Chandor : Serguei Kravinoff / Kraven le chasseur
- 2024 : Nosferatu de Robert Eggers : Friedrich Harding
- 2025 : 28 Ans plus tard (28 Years Later) de Danny Boyle : Jamie
- 2025 : Fuze de David Mackenzie
- 2026 : 28 Years Later: The Bone Temple de Nia DaCosta : Jamie

#### Courts métrages
- 2006 : Fast Learners de Christoph Röhl : Neil
- 2012 : Savages: The Interrogations d'Oliver Stone : Ben
- 2018 : The Last Meal de Jonathan May : Le condamn (voix)

### Télévision

#### Téléfilms
- 2002 : San Giovanni : L'Apocalisse de Raffaele Mertes : Johanan
- 2003 : Behind Closed Doors de Louis Caulfield : Sam Goodwin
- 2006 : The Best Man d'Alex Pillai : Michael à 15 ans
- 2007 : Sherlock Holmes and the Baker Street Irregulars de Julian Kemp : Finch

#### Séries télévisées
- 2001 : Armadillo : Lorimer Black, jeune
- 2003 : The Bill : Zac Clough
- 2004 : Family Business : Paul Sullivan
- 2004 : Feather Boy : Niker
- 2006 : Casualty : Joey Byrne
- 2006 : Je ne devrais pas être en vie (I Shouldn't Be Alive) : Mark
- 2007 : Coming Up  : Eoin
- 2007 : Talk to Me : Aaron
- 2007 : Nearly Famous : Owen Stephens
- 2014 : Les Griffin (Family Guy) : Jaidan (voix)
- 2021 : Calls : Mark (voix)

### Clips
- 2011 : Ü Berlin de R.E.M., réalisé par Sam Taylor-Wood
- 2020 : Black Rain de Rhye, réalisé par Sam Taylor-Johnson[28]

## Distinctions
Sauf indication contraire, les informations mentionnées dans cette section peuvent être confirmées par la base de données cinématographiques IMDb,  présente dans la section « Liens externes ».

### Récompenses
- Empire Awards 2010 : meilleur espoir pour Nowhere Boy
- BloodGuts UK Horror Awards 2017 : meilleur acteur dans un second rôle pour Nocturnal Animals
- CinEuphoria Awards (es) 2017 : meilleur acteur dans un second rôle pour Nocturnal Animals
- Golden Globes 2017 : meilleur acteur dans un second rôle pour Nocturnal Animals
- Festival international du film de Santa Barbara 2017 : Virtuoso pour Nocturnal Animals
- Festival international du film de Locarno 2022 : prix de l'excellence Davide Campari pour l'ensemble de son œuvre

### Nominations
- British Independent Film Awards 2009 : meilleur acteur pour Nowhere Boy
- British Comedy Awards 2010 : meilleure performance britannique pour Kick-Ass
- London Film Critics Circle Awards 2010 : meilleure performance d'un jeune britannique pour Nowhere Boy et pour Dummy
- Scream Awards 2010 : 
  - Meilleur super-héros pour Kick-Ass
  - Meilleure révélation masculine pour Kick-Ass
  - Meilleur acteur pour Kick-Ass
- Teen Choice Awards 2010 : meilleure révélation masculine pour Kick-Ass
- British Academy Film Awards 2011 : Rising Star Awards de l'étoile montante pour Kick-Ass
- Empire Awards 2011 : meilleur acteur pour Kick-Ass
- MTV Movie Awards 2011 : 
  - Meilleure performance masculine pour Kick-Ass
  - Meilleure révélation masculine pour Kick-Ass
- Young Artist Awards 2011 : meilleure performance pour un jeune acteur pour Kick-Ass
- EDA Awards 2013 : plus grande différence d'âge entre le personnage principal et sa bien-aimée pour Anna Karénine
- Teen Choice Awards 2014 : meilleur combat pour Kick-Ass 2 (partagé avec Christopher Mintz-Plasse)
- Awards Circuit Community Awards 2016 : 
  - Meilleure distribution pour Nocturnal Animals (partagée avec Jake Gyllenhaal, Amy Adams, Michael Shannon et Laura Linney)
  - Meilleur acteur dans un second rôle pour Nocturnal Animals
- Indiana Film Journalists Association Awards 2016 : meilleur acteur dans un second rôle pour Nocturnal Animals
- San Diego Film Critics Society Awards 2016 : meilleur acteur dans un second rôle pour Nocturnal Animals
- Blogos de Oro 2017 : meilleur acteur dans un second rôle pour Nocturnal Animals
- Denver Film Critics Society Awards 2017 : meilleur acteur dans un second rôle pour Nocturnal Animals
- British Academy Film Awards 2017 : meilleur acteur dans un second rôle pour Nocturnal Animals
- Hawaii Film Critics Society Awards 2017 : meilleur acteur dans un second rôle pour Nocturnal Animals

## Voix francophones
En France, Jean-Christophe Dollé est la voix française régulière d'Aaron Taylor-Johnson, l'ayant doublé à neuf reprises. Alexis Tomassian l'a également doublé à quatre reprises. Lors du film Captain America : Le Soldat de l'hiver, l'acteur fait une brève apparition sans dialogue.
Au Québec, Xavier Dolan est la voix québécoise régulière de l'acteur.